# Грок (слово)
Грок (англ. grok, [ˈɡrɒk]) — неологізм, який вигадав американський письменник Роберт Гайнлайн для свого науково-фантастичного роману 1961 року «Чужинець на чужій землі». Якщо в Оксфордському словнику англійської мови значення слова grok описано як «розуміти інтуїтивно або за допомогою емпатії, встановлювати взаєморозуміння» та «співпереживати чи співчутливо спілкуватися (с); також відчувати задоволення»,  то в Гайнлайна це поняття значно тонше, і критик Іштван Чиксері-Ронай-молодший зауважив, що «основну тему книги можна розглядати як ширше визначення цього терміна». У перші роки після виходу книги концепція grok зазнала серйозного критичного аналізу. Термін і аспекти концепції, що лежить у його основі, стали частиною деяких спільнот, наприклад, інформатиків.

## Описи у романі «Чужинець на чужій землі»
Критик Девід Райт-старший зазначає, що в «неурізаному» виданні «Чужинця» 1991 року слово грок уперше використано без явного визначення на сторінці 22 і далі використовувано без явного визначення до сторінки 253 (виділення в оригіналі). Він зазначає, що це перше інтенсіональне визначення — просто «пити», але це лише метафора, «подібно до того як англійське „I see“ часто означає те саме, що й „I understand“». Критики заповнили відсутність явного визначення, навівши уривки з «Чужинця», які ілюструють цей термін. Нижче наведено деякі з них:
Грок, звичайно, означає «розуміти», але доктор Махмуд, якого можна назвати провідним терранським експертом із марсіян, пояснює, що він також означає «пити» та «сотню інших англійських слів, слів, які ми вважаємо протилежними поняттями. Слово грок означає все це. Воно означає „страх“, воно означає „любов“, воно означає „ненависть“ — справжню ненависть, тому що, згідно з марсіянською „картою“, ви не можете нічого ненавидіти, поки не вникнете в грок, не зрозумієте його настільки глибоко, що зіллєтеся з ним, а він зіллється з вами, — тоді ви зможете його ненавидіти. Ненавидячи себе. Але це має на увазі, що ви теж любите його, дорожите ним і не хотіли б мати його інакше. Тоді ви можете ненавидіти — і (я думаю) марсіанська ненависть — це настільки чорна емоція, що найближчий людський еквівалент можна назвати лише легкою огидою.
Грок означає „однаково рівний“. Людське кліше „Мені це болючіше, ніж тобі“ має яскраво виражений марсіянський присмак. Марсіянин, схоже, інстинктивно знає те, що ми з болем засвоїли із сучасної фізики: спостерігач діє зі спостережуваним у процесі спостереження. Грок означає розуміти настільки глибоко, що спостерігач стає частиною того, що спостерігається — зливатися, змішуватися, переплітатися, втрачати ідентичність у груповому досвіді. Це означає майже все, що ми розуміємо під релігією, філософією та наукою, і так само мало означає для нас, як колір для сліпого».
Марсіянська раса зіткнулася з жителями п'ятої планети, повністю грокнула їх і вжила заходів; залишилися лише астероїдні руїни, але марсіани продовжували вихваляти і плекати знищений ними народ.
Все, що грок, — це Бог.

## Запозичення та сучасне використання

### У культурі програмістів
Вживання слова в десятиліття після 1960-х років більш зосереджене в комп'ютерній культурі, наприклад, оглядач InfoWorld 1984 року уявляв собі комп'ютер, який каже: 
Немає ніякого програмного забезпечення! Лише різні внутрішні стани апаратури. Це все апаратне забезпечення! Шкода, що програмісти не грокають цього краще".Оригінальний текст (англ.)
There isn't any software! Only different internal states of hardware. It's all hardware! It's a shame programmers don't grok that better.

Книга The Jargon File, названа «Словником хакера» (Hacker's Dictionary) і тричі видавана під цією назвою, розглядає грок у контексті програмування:
Коли ви заявляєте, що «грок» — це знання чи техніка, ви стверджуєте, що не просто вивчили їх відстороненим інструментальним способом, а що вони стали частиною вас, частиною вашої особистості. Наприклад, сказати, що ви «знаєте» Лісп, означає просто стверджувати, що за необхідності ви можете на ньому писати, а сказати, що ви грокаєте Лісп, означає стверджувати, що ви глибоко перейнялися світоглядом і духом цієї мови, і розуміти, що це змінило ваше уявлення про програмування. Натомість, дзен — це аналогічне надприродне розуміння, яке переживають як один короткий спалах.
Один із найпотужніших фільтрів синтаксичного аналізу, використаний у компоненті logstash програми ElasticSearch, має назву grok.
Довідник Кері Банку з використання графічного редактора GIMP називається «Grokking the GIMP».
Для хмарної розробки часто використовують інструмент під назвою ngrok (скорочення від network grok) — утиліту, яка створює захищений тунель на локальній машині, а також публічний URL для доступу до цієї машини.

### У контркультурі
Том Вулф у книзі Електропрохолоджувальний кислотний тест (1968) описує думки персонажа під час кислотного трип: 
Він дивиться вниз, на дві голі ноги, торс, що піднімається до нього, і він ніби вперше помічає їх… він ніколи раніше не бачив цієї плоті, цього незнайомця. Він грокає це…".
Оригінальний текст (англ.)
He looks down, two bare legs, a torso rising up at him and like he is just noticing them for the first time ... he has never seen any of this flesh before, this stranger. He groks over that ...
У контркультурному посібнику з ремонту Volkswagen Як зберегти свій Volkswagen живим: посібник із покроковими процедурами для повного ідіота (How to Keep Your Volkswagen Alive: A Manual of Step-by-Step Procedures for the Compleat Idiot; 1969) аерокосмічний інженер, який кинув навчання, Джон Мьюїр радить потенційним покупцям уживаних VW «грокнути машину» перед покупкою.
Це слово неодноразово використовував Роберт Антон Вілсон у своїх творах «Ілюмінатус!» та «Кіт Шредінгера».